# Dennis Man
Dennis Man (Arad, 1998. augusztus 26. –) román válogatott labdarúgó, a Parma játékosa.

## Pályafutása

### Klubcsapatokban

#### Junior évek
Az Atletico Arad akadémistájaként több próbajátékra is elutazott, többek között a Manchester Cityhez is, végül az UTA Aradhoz szerződött. 2015 nyarán, 17 évesen került fel az UTA Arad akadémiájáról a felnőtt csapatba, és augusztus 29-én debütált a felnőttek között a Gaz Metan Mediaș elleni 2–1-es vereség alkalmával a román másodosztályban. Október 25-én szerezte első gólját a klub színeiben a Bihar Oradea elleni 4–0-s idegenbeli győzelem alkalmával.

#### FCSB
2016. szeptember 6-án az FCSB-hez szerződött. A játékos egyéves szerződést írt alá, amely további öt évre szóló opcióval rendelkezett. 2016. október 2-án debütált a Roș-albaștrii színeiben az Universitatea Craiova ellen, a sérült Florin Tănase helyére állt be a mérkőzés első félidejében; majd Mant a mérkőzés folyamán a 66. percben Ovidiu Popescu váltotta, csapata pedig 2–1-re megnyerte a meccset. Ugyanebben a hónapban megszerezte első gólját a csapatban és a román élvonalban is egyaránt a Politehnica Iași elleni 2–0-s győzelem alkalmával.
2017. július 16-án a Voluntari ellen szerzett győztes gólt a hosszabbításban a szezon nyitómeccsén. Első nemzetközi kupamérkőzése a Viktoria Plzeň ellen volt a Bajnokok Ligája harmadik selejtezőkörében, augusztus 2-án. Október 25-én két góllal és két gólpasszal járult hozzá a Sănătatea Cluj 6–1-es legyőzéséhez a Román Kupában, december 17-én pedig ő nyitotta a gólok sorát a Viitorul Constanța elleni 2–0-s siker alkalmával a bajnokságban. 2018 januárjában felkerült az UEFA.com 50 legjobb fiatal labdarúgó listájára, amelyekre az adott évben figyelni kell. Február 18-án a Dinamo București elleni derbin csereként beállva gólt szerzett, a mérkőzés pedig 2–2-es döntetlennel ért véget. Júliusban honfitársával, Ianis Hagival együtt jelölték a 2018-as Golden Boy-díjra. Ugyanezen hónap 25-én szerezte első gólját a nemzetközi kupaporondon az Európa Liga második selejtezőkörében, a Rudar Velenje elleni 2–0-s idegenbeli győzelem alkalmával.
2020. július 22-én a Sepsi OSK elleni Román Kupa döntőben gólt szerzett, ezáltal megnyerte pályafutása első trófeáját. Szeptember 17-én az Európa Liga második selejtezőkörében a Topolya elleni idegenbeli döntetlen alkalmával mesterhármast szerzett. Három nappal később, a 100. Liga I-es mérkőzésén ismét mesterhármast szerzett az Argeș Pitești ellen. 2020. december 5-én gólt szerzett a korábbi klubja, az UTA Arad ellen, de nem volt hajlandó ünnepelni. Két fordulóval később duplázott az Universitatea Craiova ellen, csapata végül 2–0-ra megnyerte a rangadót. A szezonbeli kiemelkedő teljesítményéért a Gazeta Sporturilor által kiosztott év romániai labdarúgója díjat megnyerte 2020-ban.

#### Parma
2021. január 26-án Gigi Becali, az FCSB tulajdonosa bejelentette, hogy a Parma ajánlatot tett Manért, amely 11+2 millió eurót tartalmazott; az ajánlatot pedig másnap elfogadta. Végül négy és fél éves szerződést írt alá új klubjával. Az FCSB honlapja szerint a román bajnokságban eddig még nem fizettek ennyit egy játékosért. Azonban egyes román lapok kisebb összeget neveztek meg, ugyanakkor így is meghaladnák a korábbi rekorder Nicolae Stanciu 2016-ban felállított átigazolási rekordját.
2021. január 31-én debütált a Parma színeiben a Napoli elleni bajnoki mérkőzésen. Az első öt mérkőzésén csak csereként lépett pályára, majd március 4-én, az Inter Milan elleni 2–1-es hazai vereség alkalmával Roberto D’Aversa vezetőedző először nevezte a kezdőcsapatba. Tíz nappal később gólpasszt adott honfitársának, Valentin Mihăilănak az AS Roma ellen játszott bajnoki mérkőzésen, amelyet a Parma csapata nyert 2–0-ra. Első gólját a Serie A-ban április 3-án szerezte a Benevento ellen. Ezután megsérült, ami véget vetett a szezonjának. Összesen 14 mérkőzésen játszott és két gólt szerzett, csapata pedig kiesett a Serie B-be.
Augusztus 20-án, a Frosinone elleni 2–2-vel végződő bajnoki mérkőzésen megszerezte első gólját a 2021–22-es idényben. 2022. március 15-én a Vicenza elleni 1–0-s győzelem alkalmával viselte először a csapatkapitányi karszalagot, mivel Gianluigi Buffon és Franco Vázquez nem állt rendelkezésre a mérkőzésen.

### A válogatottban
2017. szeptember 1-jén a Bosznia-Hercegovina elleni 3–1-es idegenbeli győzelem alkalmával debütált az U21-es válogatottban, és egy gólt is szerzett. 2018 márciusában kapott először meghívót Románia felnőtt válogatottjába, az Izrael és Svédország elleni barátságos mérkőzésekre. Az utóbbi mérkőzésen debütált, a craiovai Stadionul Ion Oblemencoban 1–0-ra megnyert mérkőzés 87. percében váltotta Nicolae Stanciut.
2019. június 11-én játszott Eb-selejtezőn megszerezte első gólját a válogatottban a Málta elleni 4–0-s győzelem alkalmával. Ugyanebben a hónapban csatlakozott az U21-es csapathoz a 2019-es Európa-bajnokságra, amelyen három mérkőzésen lépett pályára.
2023-ban több mérkőzést is ki kellett hagynia sérülés miatt, összesen négy mérkőzésen lépett pályára és egy gólt szerzett az Eb-selejtezőkön, Románia pedig az első helyen végzett a csoportjában.

## Statisztika

### Klubcsapatokban
Sablon:Updated
| Klub             | Szezon           | Bajnokság        | Bajnokság | Bajnokság | Kupa  | Kupa  | Ligakupa | Ligakupa | Nemzetközi | Nemzetközi | Egyéb | Egyéb | Összes | Összes | Összes |
| Klub             | Szezon           | Liga             | Mérk.     | Gólok     | Mérk. | Gólok | Mérk.    | Gólok    | Mérk.      | Gólok      | Mérk. | Gólok | Mérk.  | Gólok  |        |
| ---------------- | ---------------- | ---------------- | --------- | --------- | ----- | ----- | -------- | -------- | ---------- | ---------- | ----- | ----- | ------ | ------ | ------ |
| UTA Arad         | 2015–16          | Liga II          | 29        | 10        | 3     | 1     | —        | —        | —          | —          | 2     | 0     | 34     | 11     |        |
| UTA Arad         | 2016–17          | Liga II          | 5         | 5         | 0     | 0     | —        | —        | —          | —          | —     | —     | 5      | 5      |        |
| UTA Arad         | Összesen         | Összesen         | 34        | 15        | 3     | 1     | —        | —        | —          | —          | 2     | 0     | 39     | 16     |        |
| FCSB             | 2016–17          | Liga I           | 6         | 1         | 1     | 0     | 2        | 0        | 0          | 0          | —     | —     | 9      | 1      |        |
| FCSB             | 2017–18          | Liga I           | 34        | 10        | 3     | 2     | —        | —        | 10         | 0          | —     | —     | 47     | 12     |        |
| FCSB             | 2018–19          | Liga I           | 33        | 9         | 1     | 0     | —        | —        | 5          | 1          | —     | —     | 39     | 10     |        |
| FCSB             | 2019–20          | Liga I           | 23        | 7         | 5     | 2     | —        | —        | 3          | 0          | —     | —     | 31     | 9      |        |
| FCSB             | 2020–21          | Liga I           | 18        | 14        | 0     | 0     | —        | —        | 2          | 3          | —     | —     | 20     | 17     |        |
| FCSB             | Összesen         | Összesen         | 114       | 41        | 10    | 4     | 2        | 0        | 20         | 4          | 0     | 0     | 146    | 49     |        |
| Parma            | 2020–21          | Serie A          | 14        | 2         | 0     | 0     | —        | —        | —          | —          | —     | —     | 14     | 2      |        |
| Parma            | 2021–22          | Serie B          | 26        | 3         | 1     | 0     | —        | —        | —          | —          | —     | —     | 27     | 3      |        |
| Parma            | 2022–23          | Serie B          | 30        | 6         | 2     | 0     | —        | —        | —          | —          | 2     | 0     | 34     | 6      |        |
| Parma            | 2023–24          | Serie B          | 32        | 11        | 3     | 2     | —        | —        | —          | —          | —     | —     | 35     | 13     |        |
| Parma            | Összesen         | Összesen         | 102       | 22        | 6     | 2     | —        | —        | —          | —          | 2     | 0     | 110    | 24     |        |
| Karrier összesen | Karrier összesen | Karrier összesen | 250       | 78        | 19    | 7     | 2        | 0        | 20         | 4          | 4     | 0     | 295    | 89     |        |

Jegyzetek
1. ↑  Mérkőzése(i) a Liga I rájátszásban
2. ↑  Mérkőzése(i) a Bajnokok Ligájában: (két mérkőzés) és az Európa Ligában (nyolc mérkőzés)
3. 1 2 3  Mérkőzése(i) az Európa Ligában
4. ↑  Mérkőzése(i) a Serie A rájátszásban

### A válogatottban
| Románia  | Románia | Románia |
| Év       | Mérk.   | Gólok   |
| -------- | ------- | ------- |
| 2018     | 2       | 0       |
| 2019     | 2       | 1       |
| 2020     | 2       | 0       |
| 2021     | 7       | 2       |
| 2022     | 3       | 2       |
| 2023     | 4       | 1       |
| 2024     | 2       | 1       |
| Összesen | 22      | 7       |

#### Góljai a román válogatottban
| #  | Dátum                | Ellenfél            | Eredmény | Kiírás              | Esemény   |
| -- | -------------------- | ------------------- | -------- | ------------------- | --------- |
| 1. | 2019. június 10.     | Málta               | 4 – 0    | Eb-selejtező        | 65' 90+1' |
| 2. | 2021. szeptember 2.  | Izland              | 2 – 0    | Vb-selejtező        | 47' 76'   |
| 3. | 2021. november 14.   | Liechtenstein       | 2 – 0    | Vb-selejtező        | 7' 74'    |
| 4. | 2022. március 29.    | Izrael              | 2 – 2    | Barátságos mérkőzés | 23'       |
| 5. | 2022. szeptember 26. | Bosznia-Hercegovina | 4 – 1    | Nemzetek Ligája     | 38' 64'   |
| 6. | 2023. március 25.    | Andorra             | 2 – 0    | Eb-selejtező        | 34' 73'   |
| 7. | 2024. március 22.    | Észak-Írország      | 1 – 1    | Barátságos mérkőzés | 23' 75'   |

## Játékstílusa
Kezdetben az UTA Aradnál középcsatár poszton játszott, az FCSB-hez való átigazolása után végül jobb szélen játszó szélsővé nőtte ki magát. Sokoldalú játékosnak tartják, mivel szükség esetén szinte minden támadó pozíciót képes betölteni. Giuseppe Iachini, a Parma vezetőedzője ösztönözte, hogy ezt tegye a további fejlődés érdekében.
2018 decemberében Mirel Rădoi az U21-es válogatott szövetségi kapitánya a román élvonalban szereplő fiatal játékosokról nyilatkozva kijelentette, hogy Man "a legtökéletesebb labdarúgó"; "technikai képessége, tempója, fizikai ereje, munkabírása és mentális szívóssága lenyűgöző".

## Magánélete
Édesapja, Cristian, korábbi labdarúgó és jelenleg labdarúgóedző. Karrierje nagyrészét a román másodosztályban töltötte.

## Sikerei, díjai
FCSB
- Román kupagyőztes: 2019–20

 Parma
- Serie B-győztes: 2023–24

Egyéni
- Gazeta Sporturilor Az év román labdarúgója: 2020[25]
- Liga I A szezon csapata: 2018–19

## Fordítás
- Ez a szócikk részben vagy egészben  a   Dennis Man című angol Wikipédia-szócikk fordításán alapul.  Az eredeti cikk szerkesztőit annak laptörténete sorolja fel. Ez a jelzés csupán a megfogalmazás eredetét és a szerzői jogokat jelzi, nem szolgál a cikkben szereplő információk forrásmegjelöléseként.

### Közösségi platformok
- Dennis Man a Facebookon
- Dennis Man az Instagramon

### Egyéb weboldalak
- Dennis Man adatlapja a National Football Teams oldalán (angolul)
- Dennis Man adatlapja a Transfermarkt oldalán (angolul)
- Dennis Man adatlapja a Soccerway oldalon (angolul)
- Dennis Man az UEFA adatbázisában (angolul)
- Dennis Man adatlapja a RomanianSoccer oldalán (románul)